# هالة صدقي
هالة صدقي (15 يونيو 1961 -)، ممثلة مصرية.

## عن حياتها
عاشت بعض سنوات طفولتها في الولايات المتحدة الأمريكية. برعت في الألعاب الرياضية، وحصلت على إجازة في الآداب عام 1981، وعملت عددًا من الأعمال التلفزيونية والمسرحية والسينمائية حيث قدمت أكثر من 30 فِلماً.
بدأت علاقتها بالفن بعد عودتها إلى مصر مع المخرج نور الدمرداش في مسلسل (لا يا ابنتي العزيزة) عام 1979، وكانت نقطة انطلاقتها في مسلسل (رحلة المليون)، وتعتبر فترة ثمانينات القرن العشرين هي بداية شهرتها الحقيقية. تنوعت أدوارها من الكوميديا إلى التراجيديا واشتركت خلال مشوارها الفني مع مجموعة مميزة من المخرجين فعملت مع المخرج عاطف الطيب في فيلم (الهروب)، وعملت مع المخرج يوسف شاهين في فيلمي (إسكندرية - نيويورك) و(هي فوضى)، وفي التلفزيون اشتركت بعدد من المسلسلات المعروفة مثل (أبيض وأسود، أرابيسك، رجل في زمن العولمة، زيزينيا الجزء الثاني).

## حياتها الخاصة
تعرّضت لأزمة شهيرة مع زوجها السابق مجدي وليم انتهت بالخلع بعد تغير طائفتها من القبطية إلى السريانية، وهي حاليًا متزوجة من المحامي سامح سامي زكريا.
وكانت قد وجّهت رسالة إلى جمهورها بعد إعلان محكمة الأسرة فوزها في قضية إثبات النسب الخاصة بطفليها، والتي كان زوجها قد تقدّم بها ضدها. وقالت في منشور عبر حسابها الرسمي على «إنستغرام»: «بشكر كل اللي حاولوا يتواصلوا معايا للتهنئة وأعتذر لعدم الرد تمامًا، من كل وسائل الإعلام لأن في الحقيقة في أب دمر أسرة بأكملها واستعمل كل وسائل الضغط للرجوع إليه».
وأضافت «ولم أكن أحب أن يدفعني استفزازه ومساوماته لدرجة الحبس، لأنه في النهاية للأسف أبو ولادي وللأسف استغل أولاده كوسيلة للضغط عليّ ولم يراع مشاعرهم، وضغط عليّ حتى نصل لهذه المرحلة من حبس لتزوير لأشياء أخرى من العيب ذكرها».

## أعمالها الفنية

### من الأفلام
- لا تسألني من أنا.
- الطوفان.
- استغاثة من العالم الآخر.
- نص أرنب.
- زوج تحت الطلب.
- البوليس النسائي.
- قلب الليل.
- مجرم رغم أنفه.
- رد فعل.
- الهروب.
- فخ الجواسيس.
- المشاغبات والكابتن.
- الستات.
- جريمة في الأعماق.
- الحب في ظروف صعبة.
- يا دنيا يا غرامي.
- إحنا أصحاب المطار.
- إسكندرية - نيويورك.
- ما تيجي نرقص.
- هي فوضى.
- آخر ديك في مصر.
- غزو الأرانب.

### من المسلسلات
- رحلة المليون.
- سنبل بعد المليون.
- أبيض وأسود.
- أرابيسك.
- رجل في زمن العولمة - جزئين.
- أسلحة دمار شامل.
- ديدي ودولي.
- زيزينيا - الجزء الثاني.
- حالة خاصة.
- شارع المواردي.
- أوراق مصرية - الجزء الأول.
- من الذي لا ينساكي.
- بلاغ النائب العام (1986)
- الكهف والوهم والحب.
- الضابط والمجرم.
- رجل آيل للسقوط (2009).
- الأب العادل.
- جوز ماما (2011).
- عرفة البحر (2012).
- نظرية الجوافة (2013).
- كيد الحموات (2014).
- حارة اليهود (2015).
- ونوس (2016).
- عفاريت عدلي علام (2017).
- لا يا ابنتي العزيزة (2018).
- فاتن أمل حربي (2022).
- سره الباتع (2023).
- جعفر العمدة (2023).
- إش إش (2025).

### من المسرحيات
- 727.
- أهلاً يا بكوات.
- مطلوب للتجنيد.
- اعقل يامجنون .

### تقديم البرامج
في عام 2012 خاضت تجربة تقديم البرامج وذلك على قناة إم بي سي مصر وحمل البرنامج اسم «نواعم وبس».

## وصلات خارجية
- هالة صدقي على موقع IMDb (الإنجليزية)
- هالة صدقي على موقع الدهليز
- هالة صدقي على موقع قاعدة بيانات الأفلام العربية
- هالة صدقي على موقع قاعدة بيانات الفيلم (الإنجليزية)